# Ferruccio Baffa Trasci
Ferrante Baffa Trasci (né le 27 août 1590 à Bisignano et mort le 30 octobre 1656 à Rome) est un théologien et un philosophe italien.

## Biographie
Ferrante Baffa Trasci est né dans une famille d'origine arbereshe à Bisignano, en Calabre, en 1590. Il était le fils aîné de Pierre Antoine et Elisabeth Anne Trentacapilli, femme pieuse et très religieuse, héritière d'une famille présente depuis plusieurs siècles dans la noblesse locale.
Alors qu'il est le premier né des enfants de la famille, sa santé fragile empêche que soit respecté le droit d'aînesse, et il est orienté vers la carrière ecclésiastique, qu'il commence au sein du séminaire de Bisigane, avant de poursuivre ses études à Rome et à Naples. Ce fut dans la cité partenopéenne qu'il se lia plus particulièrement à l'ordre des Jésuites, devenant en peu de temps un des confesseurs les plus proches d'Isabelle della Rovere, princesse de Bisigane.
Même s'il est très jeune pour ne pas être détourné de ses propres études de philosophie, il retourna volontairement à sa vie privée, d'abord en Tuscie puis en tant qu'hôte au château de Proceno près de Viterbe, propriété de la famille Sforza. Une plaque de marbre y rappelait encore son séjour au début du XXe siècle.
De cet exil volontaire il sort à de très rares occasions, la plupart du temps pour voyager, en Espagne, à Saragosse et Valladolid, à la tête de missions diplomatiques auprès de l'archevêque D. Juan Cebrian Pedro, assisté par son neveu Stanislas Baffa Trasci. Ce fut au cours de cette réclusion volontaire au château de Proceno qu'il eut l'occasion de connaitre Galilée, hôte du palais durant son voyage vers Rome.
Après avoir été quelque temps évêque auxiliaire d'Umbriatico (it), il est nommé à l'été 1656, alors qu'il a soixante-six ans, évêque titulaire du siège titulaire de Maximianopolis in partibus infidelium par le pape Alexandre VII.
S.E.R. Ferruccio Baffa Trasci mourut à Rome de la peste en octobre de la même année, près du Lazaret de l'île Tibérine. Il est enterré dans une fosse commune.
Une grande partie de ses écrits ont été sauvés par ses neveux  et ont été réordonnés au XIXe siècle par Vincenzo Baffa Trasci qui étudia sa vie et ses œuvres.